# 简·克拉克斯顿
简·克拉克斯顿（英語：Jane Claxton，1992年10月26日—），澳大利亚女子曲棍球运动员。她曾代表澳大利亚国家队参加2014年、2018年和2022年英联邦运动会曲棍球比赛，获得一枚金牌和二枚银牌。